# México en los Juegos Olímpicos de Vancouver 2010
México estuvo representado en los Juegos Olímpicos de Vancouver 2010 por un deportista masculino que compitió en esquí alpino.
El portador de la bandera en la ceremonia de apertura fue el esquiador alpino Hubertus von Hohenlohe. El equipo olímpico mexicano no obtuvo ninguna medalla en estos Juegos.

## Esquí alpino
Hubertus von Hohenlohe participó en sus quintos Juegos Olímpicos de Invierno, rompiendo su propio récord como el mexicano con más apariciones en Olimpiadas.
Von Hohenlohe regresó a la competencia dieciséis años después de su última aparición en 1994. 
El esquiador había clasificado también a Turín 2006, pero el Comité Olímpico Mexicano decidió no registrarlo ese año al no querer enviar un equipo de una sola persona e impidiéndole aumentar su marca personal de participaciones.
| Atleta                 | Evento          | Descenso 1 | Descenso 2 | Total   | Posición |
| ---------------------- | --------------- | ---------- | ---------- | ------- | -------- |
| Hubertus von Hohenlohe | Eslalon         | 1:05.69    | 1:02.09    | 2:07.78 | 46       |
| Hubertus von Hohenlohe | Eslalon gigante | 1:34.50    | 1:36.97    | 3:11.47 | 78       |